# Adolphe Reymond
Adolphe Reymond   (Berlingen, 4 de setembre de 1896 - Berlingen, 7 de març de 1976) fou un futbolista suís, que jugava com a defensa, que va competir durant la dècada de 1920.
El 1924 va prendre part en els Jocs Olímpics de París, on guanyà la medalla de plata en la competició de futbol. Pel que fa a clubs, defensà els colors del Servette FC (1924-1926). Amb la selecció nacional jugà 11 partits entre 1924 i 1925, en què no marcà cap gol.